# Pack200
Pack200 è un algoritmo di compressione lossy sviluppato da Sun per la compressione degli archivi JAR.
Descritto nella JSR 200, è stato introdotto in Java 1.5.0. I comandi pack200 e unpack200 sono inclusi nei Java Deployment Tools.